# Batalha de Bataan
A Batalha de Bataan foi uma das primeiras e mais duras batalhas acontecidas entre norte-americanos e japoneses durante a II Guerra Mundial, no início da Guerra do Pacífico, durante a invasão das Filipinas pelo Japão entre fevereiro e abril de 1942, poucos dias após o ataque japonês a Pearl Harbor.

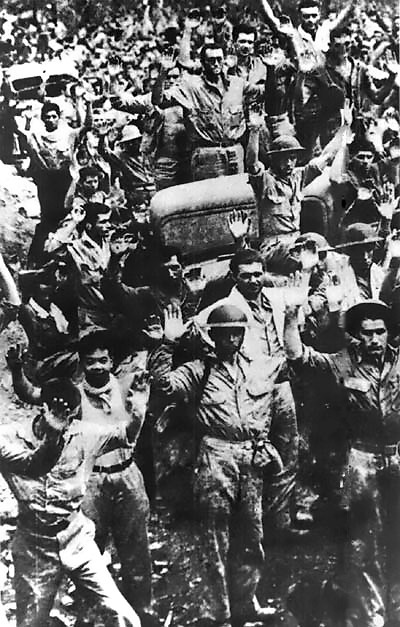
Soldados filipinos e norte-americanos se rendem em Bataan.

A batalha teve lugar na Península de Bataan, na ilha de Luzon, principal ilha das Filipinas, de janeiro a abril de 1942, entre as forças invasoras japonesas comandadas pelo General Masaharu Homma e os defensores norte-americanos e filipinos comandados pelo General Douglas MacArthur.

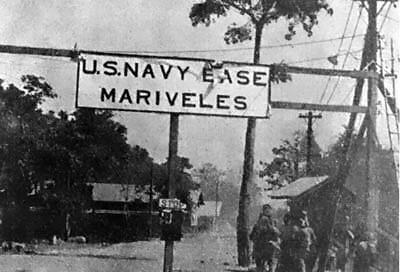
Uma base naval dos EUA após a queda de Bataan.

Determinados a se defender em Bataan e na ilha de Corregidor, uma fortaleza naval situada no meio da Baía de Manila, após a tomada da capital e da quase totalidade do país pelo exército japonês, MacArthur e seus soldados se entrincheiraram na península, onde durante mais de três meses lutaram atacados por terra, mar e ar, aguardando reforços (tropas, munições e provisões) a serem trazidos pela Marinha dos Estados Unidos.
Entretanto, a falta de recursos dos americanos no começo da guerra, que tiveram quase toda a sua frota no Pacífico destruída em Pearl Harbor, impediu essa ajuda e em 9 de abril de 1942, após a partida de MacArthur para a Austrália, quando proferiu sua famosa frase: "Eu voltarei!", mais de 70 000 soldados americanos e filipinos renderam-se aos japoneses. Logo depois, filipinos e americanos prisioneiros de guerra foram forçados a Marcha da Morte de Bataan.
A queda de Bataan acarretou na tomada de Corregidor um mês depois e na rendição total dos norte-americanos nas Filipinas. Porém, o tempo que as tropas de MacArthur conseguiram resistir a um inimigo superior em armas e munição e provisões, permitiu aos americanos ganharem tempo para se prepararem melhor contra os japoneses nas batalhas vindouras no Pacífico, em que começariam a virar a sorte da guerra.
A península de Bataan voltaria a ser retomada por tropas americanas e filipinos em 8 de fevereiro de 1945, com a reocupação aliada das Filipinas e da rendição japonesa.